# Temporada 2017 del fútbol colombiano
La temporada 2017 del fútbol colombiano abarca todas las actividades relativas a campeonatos de fútbol profesional, nacionales e internacionales, disputados por clubes colombianos, y por las selecciones nacionales de este país en sus diversas categorías.

## Torneos locales

### Categoría Primera A

#### Torneo Apertura
- Final.

| Fecha                                                            | Ciudad   | Equipo local      | Resultado | Equipo visitante  |
| ---------------------------------------------------------------- | -------- | ----------------- | --------- | ----------------- |
| 14 de junio                                                      | Palmira  | Deportivo Cali    | 2 : 0     | Atlético Nacional |
| 18 de junio                                                      | Medellín | Atlético Nacional | 5 : 1     | Deportivo Cali    |
| Atlético Nacional se coronó campeón tras ganar en el global 5:3. |          |                   |           |                   |

|                                       |
| Bandera de Colombia                   |
| Campeón Atlético Nacional 16.º título |

#### Torneo Finalización
- Final.

| Fecha                                                      | Ciudad | Equipo local | Resultado | Equipo visitante |
| ---------------------------------------------------------- | ------ | ------------ | --------- | ---------------- |
| 13 de diciembre                                            | Bogotá | Millonarios  | 1 : 0     | Santa Fe         |
| 17 de diciembre                                            | Bogotá | Santa Fe     | 2 : 2     | Millonarios      |
| Millonarios se coronó campeón tras ganar en el global 3:2. |        |              |           |                  |

|                                 |
| Bandera de Colombia             |
| Campeón Millonarios 15.º título |

#### Tabla de reclasificación
En la tabla de reclasificación se lleva a cabo la sumatoria de puntos de los clubes en todos los partidos de los dos torneos de primera división —el Apertura y el Finalización (incluyendo fases finales)—, con el objetivo de definir los equipos clasificados de Colombia a los torneos internacionales de Conmebol para el siguiente año. Los cupos a torneos internacionales se distribuirán de la siguiente manera:
- Copa Libertadores: Colombia 1 y Colombia 2 (que clasificarán directamente a fase de grupos) corresponderán a los campeones del Apertura 2017 y Finalización 2017, respectivamente. El cupo de Colombia 3 lo tomará el mejor ubicado en la reclasificación (no campeón de Apertura, Finalización o Copa Colombia) y Colombia 4 lo tendrá el campeón de la Copa Colombia 2017. Este orden de cupos solo se modificará si un equipo colombiano queda campeón de Copa Libertadores o Copa Sudamericana, ya que dicho campeón pasaría a ser Colombia 1 y los otros cuatro cupos se correrían hasta Colombia 5 (o hasta Colombia 6 si dos equipos colombianos quedan campeones de ambos torneos).
- Copa Sudamericana: Colombia 1, Colombia 2, Colombia 3 y Colombia 4 serán para el 2°, 3°, 4° y 5° mejor ubicados en la tabla de reclasificación (no campeones de Apertura, Finalización o Copa Colombia), respectivamente. Los cuatro clasificados empezarán el torneo desde la primera fase.

Nota: En caso de que haya un mismo campeón en los torneos Apertura y Finalización, a la Copa Libertadores irán el 1° y 2° en reclasificación no campeones. De otra forma, si uno de los campeones del Torneo Apertura y Finalización queda campeón de Copa Colombia, el cupo a la Copa Libertadores lo tomará el segundo mejor ubicado en la reclasificación no campeón.

| Pos. | Equipos                    | PJ | PG | PE | PP | GF | GC | Dif. | Pts. |
| ---- | -------------------------- | -- | -- | -- | -- | -- | -- | ---- | ---- |
| 1.   | Atlético Nacional (A) (RS) | 48 | 32 | 7  | 9  | 72 | 29 | 43   | 103  |
| 2.   | Millonarios (F)            | 50 | 24 | 14 | 12 | 67 | 39 | 28   | 86   |
| 3.   | Santa Fe (SL)              | 46 | 20 | 16 | 10 | 45 | 35 | 10   | 76   |
| 4.   | Independiente Medellín     | 42 | 21 | 9  | 12 | 62 | 48 | 14   | 72   |
| 5.   | América de Cali            | 48 | 17 | 17 | 14 | 49 | 42 | 7    | 68   |
| 6.   | Junior (CC)                | 42 | 18 | 10 | 14 | 59 | 43 | 16   | 64   |
| 7.   | Deportivo Cali             | 46 | 16 | 15 | 15 | 62 | 61 | 1    | 63   |
| 8.   | Jaguares                   | 44 | 15 | 15 | 14 | 47 | 47 | 0    | 60   |
| 9.   | Deportivo Pasto            | 42 | 16 | 9  | 17 | 56 | 50 | 6    | 57   |
| 10.  | Deportes Tolima            | 44 | 15 | 12 | 17 | 52 | 52 | 0    | 57   |
| 11.  | La Equidad                 | 42 | 12 | 18 | 12 | 42 | 39 | 3    | 54   |
| 12.  | Atlético Bucaramanga       | 42 | 12 | 12 | 18 | 36 | 45 | -9   | 48   |
| 13.  | Atlético Huila             | 40 | 13 | 9  | 18 | 37 | 48 | -11  | 48   |
| 14.  | Alianza Petrolera          | 40 | 12 | 10 | 18 | 40 | 52 | -12  | 46   |
| 15.  | Patriotas                  | 40 | 9  | 18 | 13 | 36 | 43 | -7   | 45   |
| 16.  | Tigres                     | 40 | 11 | 12 | 17 | 24 | 42 | -18  | 45   |
| 17.  | Envigado F. C.             | 40 | 11 | 11 | 18 | 37 | 49 | -12  | 44   |
| 18.  | Once Caldas                | 40 | 10 | 12 | 18 | 34 | 52 | -18  | 42   |
| 19.  | Cortuluá                   | 40 | 11 | 9  | 20 | 36 | 59 | -23  | 42   |
| 20.  | Rionegro Águilas           | 40 | 8  | 15 | 17 | 30 | 47 | -17  | 39   |

Fuente: Web oficial de Dimayor
|  | Clasificado a la Fase de grupos de la Copa Libertadores 2018. |
|  | Clasificado a la Segunda fase de la Copa Libertadores 2018.   |
|  | Clasificado a la Primera fase de la Copa Sudamericana 2018.   |

| (CC) Campeón de la Copa Colombia 2017.         |
| (A) Campeón del Torneo Apertura 2017.          |
| (F) Campeón del Torneo Finalización 2017.      |
| (SL) Campeón de la Superliga de Colombia 2017. |
| (RS) Campeón de la Recopa Sudamericana 2017.   |

##### Representantes en competición internacional
| Clasificado como | Copa Libertadores 2018 | Copa Sudamericana 2018 |
| ---------------- | ---------------------- | ---------------------- |
| Colombia 1       | Atlético Nacional      | Independiente Medellín |
| Colombia 2       | Millonarios            | América de Cali        |
| Colombia 3       | Santa Fe               | Deportivo Cali         |
| Colombia 4       | Junior                 | Jaguares               |

#### Tabla del descenso
Los ascensos y descensos en el fútbol colombiano se definen por la Tabla de descenso, la cual promedia las campañas: 2015-I, 2015-II, 2016-I, 2016-II, 2017-I y 2017-II. Los puntos de la tabla se obtienen de la división del puntaje total entre partidos jugados, únicamente en la fase de todos contra todos.
Los dos últimos  equipos en dicha tabla descenderán a la Categoría Primera B dándole el ascenso directo al campeón y al ganador de un repechaje entre el subcampeón y el mejor de la reclasificación de la segunda categoría. Ya no existe la serie de promoción en la cual el equipo que ocupaba el penúltimo lugar en la Tabla de descenso, disputaba partidos de ida y vuelta ante el subcampeón de la Primera B.
Cabe recordar que en la tabla de descenso no cuentan los partidos de los cuartos de final, la semifinal ni la final del campeonato, únicamente los de la fase todos contra todos.
| Pos. | Equipos                | PJ  | GF  | GC  | Dif. | Pts. | Prom. |
| ---- | ---------------------- | --- | --- | --- | ---- | ---- | ----- |
| 20.  | Tigres F. C. (D)       | 120 | 94  | 157 | -63  | 122  | 1.017 |
| 19.  | Cortuluá (D)           | 120 | 129 | 161 | -32  | 132  | 1.1   |
| 18.  | Atlético Bucaramanga   | 120 | 120 | 154 | -34  | 133  | 1.108 |
| 17.  | Jaguares               | 120 | 114 | 153 | -39  | 136  | 1.133 |
| 16.  | América de Cali        | 120 | 116 | 152 | -36  | 137  | 1.142 |
| 15.  | Deportivo Pasto        | 120 | 130 | 170 | -40  | 139  | 1.158 |
| 14.  | Alianza Petrolera      | 120 | 121 | 140 | -19  | 146  | 1.217 |
| 13.  | Atlético Huila         | 120 | 118 | 151 | -33  | 147  | 1.225 |
| 12.  | La Equidad             | 120 | 127 | 141 | -14  | 149  | 1.242 |
| 11.  | Once Caldas            | 120 | 139 | 145 | -6   | 150  | 1.25  |
| 10.  | Rionegro Águilas       | 120 | 123 | 130 | -7   | 153  | 1.275 |
| 9.   | Envigado F. C.         | 120 | 120 | 122 | -2   | 156  | 1.3   |
| 8.   | Patriotas              | 120 | 122 | 122 | 0    | 164  | 1.367 |
| 7.   | Deportes Tolima        | 120 | 151 | 126 | 25   | 178  | 1.483 |
| 6.   | Deportivo Cali         | 120 | 178 | 149 | 29   | 186  | 1.55  |
| 5.   | Junior                 | 120 | 168 | 127 | 41   | 196  | 1.633 |
| 4.   | Santa Fe               | 120 | 142 | 97  | 45   | 199  | 1.658 |
| 3.   | Millonarios            | 120 | 169 | 110 | 59   | 201  | 1.675 |
| 2.   | Independiente Medellín | 120 | 176 | 126 | 50   | 212  | 1.767 |
| 1.   | Atlético Nacional      | 120 | 198 | 91  | 107  | 242  | 2.017 |

Fuente: Web oficial de Dimayor
| (D) | Descenso a la Categoría Primera B para la temporada 2018. |

##### Cambios de categoría
|  | Cortuluá Tigres F. C. |

|  | Boyacá Chicó Itagüí Leones |

### Categoría Primera B
- Final.

| Fecha | Ciudad | Equipo local  | Resultado | Equipo visitante |
| --- | ------ | ------------- | --------- | ---------------- |
| 2 de diciembre                                                                                                   | Tunja  | Boyacá Chicó  | 0 : 0     | Itagüí Leones    |
| 6 de diciembre                                                                                                   | Itagüí | Itagüí Leones | 1 : 1     | Boyacá Chicó     |
| Boyacá Chicó se coronó campeón con un marcador global de 1:1 y ganando desde los tiros desde el punto penal 5:3. |        |               |           |                  |

|                                     |
| Colombia                            |
| Campeón Boyacá Chicó Segundo título |

### Copa Colombia
- Final.

| Fecha                                                     | Ciudad       | Equipo local           | Resultado | Equipo visitante       |
| --------------------------------------------------------- | ------------ | ---------------------- | --------- | ---------------------- |
| 18 de octubre                                             | Medellín     | Independiente Medellín | 1 : 1     | Junior                 |
| 8 de noviembre                                            | Barranquilla | Junior                 | 2 : 0     | Independiente Medellín |
| Junior se coronó campeón de la copa con un global de 3:1. |              |                        |           |                        |

|                               |
| Colombia                      |
| Campeón Junior Segundo título |

### Superliga de Colombia
| Fecha                                                       | Ciudad   | Equipo local           | Resultado | Equipo visitante       |
| ----------------------------------------------------------- | -------- | ---------------------- | --------- | ---------------------- |
| 21 de enero                                                 | Medellín | Independiente Medellín | 0 : 0     | Santa Fe               |
| 29 de enero                                                 | Bogotá   | Santa Fe               | 1 : 0     | Independiente Medellín |
| Santa Fe se coronó campeón del torneo con un global de 1:0. |          |                        |           |                        |

|                                |
| Colombia                       |
| Campeón Santa Fe Tercer título |

### Liga Profesional Femenina
- Final.

| Fecha                                                       | Ciudad | Equipo local   | Resultado | Equipo visitante |
| ----------------------------------------------------------- | ------ | -------------- | --------- | ---------------- |
| 19 de junio                                                 | Neiva  | Atlético Huila | 1 : 2     | Santa Fe         |
| 24 de junio                                                 | Bogotá | Santa Fe       | 1 : 0     | Atlético Huila   |
| Santa Fe se coronó campeón del torneo con un global de 3:1. |        |                |           |                  |

|                              |
| Bandera de Colombia          |
| Campeón Santa Fe 1.er título |

### Torneos de carácter formativo

#### Supercopa Juvenil FCF
- Final

| Fecha                                                    | Ciudad       | Equipo local       | Resultado | Equipo visitante   |
| -------------------------------------------------------- | ------------ | ------------------ | --------- | ------------------ |
| 4 de diciembre                                           | Barranquilla | Barranquilla F. C. | 0 : 1     | La Equidad         |
| 10 de diciembre                                          | Bogotá       | La Equidad         | 5 : 3     | Barranquilla F. C. |
| La Equidad se coronó campeón con marcador global de 6-3. |              |                    |           |                    |

|                                |
| Bandera de Colombia            |
| Campeón La Equidad 1.er título |

## Torneos internacionales

### Copa Libertadores
| Equipo                 | Fase final               | Pts. | PJ | PG | PE | PP | GF | GC | DG | Rend.  |
| ---------------------- | ------------------------ | ---- | -- | -- | -- | -- | -- | -- | -- | ------ |
| Millonarios            | Fase 2                   | 3    | 2  | 1  | 0  | 1  | 1  | 1  | 0  | 50 %   |
| Junior                 | Fase 3                   | 9    | 4  | 3  | 0  | 1  | 6  | 3  | 3  | 75 %   |
| Atlético Nacional      | Fase de grupos (Grupo 1) | 6    | 6  | 2  | 0  | 4  | 8  | 8  | 0  | 33,3 % |
| Santa Fe               | Fase de grupos (Grupo 2) | 8    | 6  | 2  | 2  | 2  | 8  | 6  | 2  | 44,4 % |
| Independiente Medellín | Fase de grupos (Grupo 3) | 9    | 6  | 3  | 0  | 3  | 8  | 8  | 0  | 50 %   |

### Copa Sudamericana
| Equipo                 | Fase final       | Pts. | PJ | PG | PE | PP | GF | GC | DG | Rend.  |
| ---------------------- | ---------------- | ---- | -- | -- | -- | -- | -- | -- | -- | ------ |
| Rionegro Águilas       | Primera fase     | 1    | 2  | 0  | 1  | 1  | 1  | 2  | -1 | 16,7 % |
| Deportes Tolima        | Primera fase     | 3    | 2  | 1  | 0  | 1  | 2  | 2  | 0  | 50 %   |
| Independiente Medellín | Segunda fase     | 0    | 2  | 0  | 0  | 2  | 3  | 6  | -3 | 0 %    |
| Patriotas              | Segunda fase     | 4    | 4  | 1  | 1  | 2  | 2  | 4  | -2 | 33,3 % |
| Deportivo Cali         | Segunda fase     | 5    | 4  | 1  | 2  | 1  | 4  | 4  | 0  | 41,7 % |
| Santa Fe               | Octavos de final | 5    | 4  | 1  | 2  | 1  | 3  | 3  | 0  | 41,7 % |
| Junior                 | Semifinal        | 10   | 8  | 2  | 4  | 2  | 8  | 7  | 1  | 41,7 % |

### Recopa Sudamericana
| Fecha                                                              | Ciudad   | Equipo local      | Resultado | Equipo visitante  |
| ------------------------------------------------------------------ | -------- | ----------------- | --------- | ----------------- |
| 4 de abril                                                         | Chapecó  | Chapecoense       | 2 : 1     | Atlético Nacional |
| 10 de mayo                                                         | Medellín | Atlético Nacional | 4 : 1     | Chapecoense       |
| Atlético Nacional se coronó campeón con un marcador global de 5:3. |          |                   |           |                   |

|                                         |
| Colombia                                |
| Campeón Atlético Nacional Primer título |

### Copa Libertadores Femenina
| Equipo   | Fase final     | Pts. | PJ | PG | PE | PP | GF | GC | DG | Rend. |
| -------- | -------------- | ---- | -- | -- | -- | -- | -- | -- | -- | ----- |
| Santa Fe | Fase de grupos | 4    | 3  | 1  | 1  | 1  | 12 | 6  | 6  | 33 %  |

## Selección nacional masculina

### Mayores

#### Clasificación de Conmebol para la Copa Mundial de Fútbol
| Equipo             | Pts. | PJ | PG | PE | PP | GF | GC | DG | Rend. |
| ------------------ | ---- | -- | -- | -- | -- | -- | -- | -- | ----- |
| Selección nacional | 27   | 18 | 7  | 6  | 5  | 21 | 19 | 2  | 50 %  |

- Resultado final: 4° lugar.

#### Partidos de la Selección mayor en 2017
| Fecha           | Lugar                                                          | Rival         | Marcador                                                     | Competencia              | Goles de Colombia                                             |
| --------------- | -------------------------------------------------------------- | ------------- | ------------------------------------------------------------ | ------------------------ | ------------------------------------------------------------- |
| 25 de enero     | Estadio «Engenhão» Río de Janeiro, Brasil                      | Brasil        | 0 : 1                                                        | Amistoso                 | Sin goles                                                     |
| 23 de marzo     | Estadio Metropolitano Roberto Meléndez Barranquilla, Colombia  | Bolivia       | 1 : 0 Archivado el 13 de octubre de 2017 en Wayback Machine. | Eliminatorias Rusia 2018 | 83' James Rodríguez                                           |
| 28 de marzo     | Estadio Olímpico Atahualpa Quito, Ecuador                      | Ecuador       | 2 : 0 Archivado el 13 de octubre de 2017 en Wayback Machine. | Eliminatorias Rusia 2018 | 20' James Rodríguez · 34' Juan Cuadrado                       |
| 7 de junio      | Estadio Nueva Condomina Murcia, España                         | España        | 2 : 2                                                        | Amistoso                 | 39' Edwin Cardona · 54' Falcao García                         |
| 13 de junio     | Coliseum Alfonso Pérez Getafe, España                          | Camerún       | 4 : 0                                                        | Amistoso                 | 15' James Rodríguez · 30' 51' Yerry Mina · 85' José Izquierdo |
| 31 de agosto    | Estadio Polideportivo de Pueblo Nuevo San Cristóbal, Venezuela | Venezuela     | 0 : 0 Archivado el 13 de octubre de 2017 en Wayback Machine. | Eliminatorias Rusia 2018 | Sin goles                                                     |
| 5 de septiembre | Estadio Metropolitano Roberto Meléndez Barranquilla, Colombia  | Brasil        | 1 : 1 Archivado el 13 de octubre de 2017 en Wayback Machine. | Eliminatorias Rusia 2018 | 56' Falcao García                                             |
| 5 de octubre    | Estadio Metropolitano Roberto Meléndez Barranquilla, Colombia  | Paraguay      | 1 : 2 Archivado el 13 de octubre de 2017 en Wayback Machine. | Eliminatorias Rusia 2018 | 79' Falcao García                                             |
| 10 de octubre   | Estadio Monumental Lima, Perú                                  | Perú          | 1 : 1 Archivado el 13 de octubre de 2017 en Wayback Machine. | Eliminatorias Rusia 2018 | 55' James Rodríguez                                           |
| 10 de noviembre | Estadio Mundialista de Suwon Suwon, Corea del Sur              | Corea del Sur | 1 : 2                                                        | Amistoso                 | 76' Cristian Zapata                                           |
| 14 de noviembre | Olympic Sports Center Chongqing, China                         | China         | 4 : 0                                                        | Amistoso                 | 6' Felipe Pardo · 61' Carlos Bacca · 66' 90+1' Miguel Borja   |

### Sub-20

#### Campeonato Sudamericano de Fútbol Sub-20
| Equipo                    | Pt | PJ | PG | PE | PP | GF | GC | DG | Rend.  |
| ------------------------- | -- | -- | -- | -- | -- | -- | -- | -- | ------ |
| Selección nacional sub-20 | 9  | 9  | 2  | 3  | 4  | 8  | 14 | -6 | 33,3 % |

- Resultado final: 6° lugar.

### Sub-17

#### Campeonato Sudamericano de Fútbol Sub-17
| Equipo                    | Pt | PJ | PG | PE | PP | GF | GC | DG | Rend.  |
| ------------------------- | -- | -- | -- | -- | -- | -- | -- | -- | ------ |
| Selección nacional sub-17 | 14 | 9  | 4  | 2  | 3  | 12 | 12 | 0  | 51,9 % |

- Resultado final: 4° lugar. Clasificado a la Copa Mundial de Fútbol Sub-17.

## Selección nacional femenina

### Mayores

#### Partidos de la Selección mayor en 2017
| Fecha           | Lugar                                                  | Rival     | Marcador | Competencia            | Goles de Colombia      |
| --------------- | ------------------------------------------------------ | --------- | -------- | ---------------------- | ---------------------- |
| 23 de noviembre | Estadio General Santander Cúcuta, Colombia             | Venezuela | 2 : 0    | Amistoso internacional | 35', 86' Catalina Usme |
| 27 de noviembre | Polideportivo de Pueblo Nuevo San Cristóbal, Venezuela | Venezuela | 1 : 0    | Amistoso internacional | 86' Daniela Arias      |